# Хикори Дикори Док
«Хикори Дикори Док» (англ. Hickory Dickory Dock) — детективный роман Агаты Кристи, написанный в 1955 году и впервые опубликованный в том же году издательством Collins Crime Club. Роман из серии об Эркюле Пуаро. В России книга печаталась также под названиями «Хикори-дикори», «Тайна пансионата», «Хиккори-Диккори-смерть!»

## Название
Название этого романа, как и нескольких других, взято из детской считалки. Однако, в отличие от романа «Десять негритят», сюжет никак не связан с самой считалочкой, если не считать того, что действие романа разворачивается на Хикори-роуд.
Hickory, dickory, dock,

The mouse ran up the clock.

The clock struck one,

The mouse ran down,

Hickory, dickory, dock

## Сюжет
Студенческое общежитие на Хикори-Роуд. У жильцов начинают пропадать вещи. К Пуаро обращаются мисс Лемон и её сестра, миссис Хаббард, которые обеспокоены происходящим. Список украденных вещей выглядит весьма странно. И хотя обычно Пуаро не берётся за расследования мелких краж, этим делом он заинтересовался. Приступив к расследованию, Пуаро поначалу использует не самые тонкие методы. Путём угрозы вызова полиции, он вытягивает признание у одной из жиличек, Селии Остин, которая признаётся в нескольких небольших кражах, совершённых ею для привлечения внимания Колина МакНабба, студента-психиатра, который воспринимает Селию как интересный случай для изучения. Колин и Селия обручаются, но на следующий день Селию находят мёртвой. Она погибает от передозировки морфина. Пуаро сразу понимает, что это убийство, которое попытались замаскировать под самоубийство.
Ещё несколько мелких краж Пуаро раскрывает достаточно быстро. Пуаро обращает своё внимание на бриллиантовое кольцо. После того, как кольцо было найдено в супе мисс Валери Хобхауз, бриллиант оказался заменённым на циркон. Пуаро обвиняет Валери в краже бриллианта. Валери признается, что была вынуждена украсть камень, чтобы покрыть карточный долг. Она также признаётся, что надоумила Селию совершать мелкие кражи.
Вскоре неизвестный убивает хозяйку пансиона, миссис Николетис, а после — Патрицию Лэйн. Пуаро переключает своё внимание на рюкзак. Ему удаётся установить, что рюкзак использовался для перевозки наркотиков и контрабанды драгоценностями. Пуаро остаётся установить, кто занимался контрабандой и кто является убийцей.

## Персонажи
- Эркюль Пуаро — бельгийский сыщик
- Мисс Лемон — секретарь Пуаро
- Миссис Хаббард — сестра Мисс Лемон, экономка пансиона
- Миссис Николетис — хозяйка пансиона
- Инспектор Шарп — следователь
- Селия Остин — фармацевт аптеки Больницы Св. Катерины
- Колин МакНабб — студент-психиатр
- Найджел Чэпмэн — студент-историк, обитатель Пансиона на Хикори-роуд
- Валери Хобхауз — обитательница Пансиона на Хикори-роуд, парикмахерша
- Салли Финч — студентка, обитательница Пансиона на Хикори-роуд
- Элизабет Джонсон — студентка, обитательница Пансиона на Хикори-роуд
- Мистер Чандра Лаль — студент, обитатель Пансиона на Хикори-роуд
- Мистер Акибомбо — студент, обитатель Пансиона на Хикори-роуд
- Патриция Лэйн — студентка, обитательница Пансиона на Хикори-роуд
- Женевьева — студентка, обитательница Пансиона на Хикори-роуд
- Леонард Бэтсон — студент, обитатель Пансиона на Хикори-роуд
- Мария — повариха Пансиона на Хикори-роуд
- Джеронимо — муж Марии

## Экранизация
Роман лёг в основу одного из эпизодов британского телесериала Пуаро Агаты Кристи с Дэвидом Суше в главной роли. Несмотря на то, что действие романа происходит в 1950-х годах, авторы телесериала перенесли действие в 1930-е годы, чтобы не прерывать течение времени в сериале. В русском переводе второй фильм шестого сезона сериала называется «Считалка».